# Öcs
Öcs (vyslovováno [eč]) je malá vesnice v Maďarsku v župě Veszprém, spadající pod okres Ajka. Nachází se asi 11 km jihovýchodně od Ajky. V roce 2015 zde žilo 187 obyvatel. Dle údajů z roku 2011 tvoří 95,2 % obyvatelstva Maďaři, 3,7 % Romové, 3,2 % Rumuni a 1,1 % Němci.
Sousedními vesnicemi jsou Pula, Taliándörögd a Úrkút, sousedním městem Ajka.